# Короткоклювые дрозды
Короткоклювые дрозды (лат. Catharus) — род птиц семейства дроздовых отряда воробьинообразных.

## Виды
Выделяют 13 видов:
- Catharus aurantiirostris (Hartlaub, 1850) — Желтоносый короткоклювый дрозд
- Catharus bicknelli (Ridgway, 1882) — Дрозд Бикнелла
- Catharus dryas (Gould, 1855) — Пятнистый короткоклювый дрозд
- Catharus frantzii Cabanis, 1861 — Горный короткоклювый дрозд
- Catharus fuscater (Lafresnaye, 1845) — Сероспинный короткоклювый дрозд
- Catharus fuscescens (Stephens, 1817) — Бурый короткоклювый дрозд
- Catharus gracilirostris Salvin, 1865 — Серогорлый короткоклювый дрозд
- Catharus guttatus (Pallas, 1811) — Дрозд-отшельник
- Catharus maculatus (Sclater, PL, 1858)
- Catharus mexicanus (Bonaparte, 1856) — Черноголовый короткоклювый дрозд
- Catharus minimus (Lafresnaye, 1848) — Малый дрозд
- Catharus occidentalis Sclater, 1859 — Буроголовый короткоклювый дрозд
- Catharus ustulatus (Nuttall, 1840) — Свэнсонов дрозд, или американский дрозд